# Кинематограф Ирландии
Последние несколько лет кинематограф Ирландии испытывает некоторый подъём. В прошлом многие фильмы не выходили на экраны из-за цензуры или давления со стороны католической церкви.

## История
Первая студия была открыта в 1958 (Ardmore Studios), в городе Брей.
В 1970 создан «Кино акт» предусматривающий уменьшение налогового обложения для кинопроизводителей.
В 1981 начал работу «Ирландский киносовет».
В 1992 открыт «Ирландский институт кино».

## Ирландия в качестве места для съемок
Из-за налоговых льгот Ирландия бывает привлекательна для голливудских кинопроизводителей. В Ирландии снимались «The Quiet Man» (Тихий человек, 1952), «Braveheart» (Храброе сердце, 1995), «Reign of Fire» (Власть огня, 2002), «King Arthur» (Король Артур, 2004). Первый фильм снятый на двух континентах «A Lad from Old Ireland» являлся вымышленной историей о бедном ирландце, отправившемся на заработки в Америку для спасения своей семьи от судебных приставов.

## Top 10 (2005)
В опросе 2005 года жители Ирландии выделили 10 лучших ирландских фильмов:
- 1. The Commitments (Группа «Коммитментс», 1991)
- 2. My Left Foot (Моя левая нога, 1989)
- 3. In the Name of the Father (Во имя отца, 1993)
- 4. The Quiet Man (Тихий человек, 1952)
- 5. The Snapper (Шустрая, 1993)
- 6. Michael Collins (Майкл Коллинз, 1996)
- 7. The Field (Поле, 1990)
- 8. Intermission (Разрыв, 2003)
- 9. Veronica Guerin (Охота на Веронику, 2003)
- 10. Inside I’m Dancing (А в душе я танцую, 2004)

## Ирландское кино и награды
Наградой Irish Film and Television Awards были удостоены:
- 2003: Intermission (Разрыв)
- 2004: Omagh (Ома)
- 2005: Inside I’m Dancing (А в душе я танцую)
- 2006: The Wind That Shakes the Barley (Ветер, который качает вереск)
- 2007: Garage (Гараж)